# Związki makrocykliczne
Związki makrocykliczne – grupa związków chemicznych o dużej masie cząsteczkowej (makrocząsteczki) i strukturze cyklicznej. Poza chemią polimerów terminu tego używa się jednak zwyczajowo do opisu związków o stosunkowo małej masie cząsteczkowej (niebędących makrocząsteczkami) i zawierających w swojej strukturze pierścień zbudowany z odpowiednio dużej liczby atomów. Definicja ta nie jest ścisła i w literaturze naukowej minimalna wielkość pierścienia w związkach makrocyklicznych może być określona np. jako minimum 9, 12 czy 14 atomów.
W wielu reakcjach polimeryzacji związki makrocykliczne powstają jako produkt uboczny na skutek reakcji wzrastającego łańcucha polimeru z własnym końcem. Stanowią często niepożądane zanieczyszczenie polimerów, zwiększające ich polidyspersję i co za tym idzie niekorzystnie wpływające na ich własności mechaniczne i dlatego reakcje polimeryzacji przeprowadza się tak, by uniknąć powstawania związków makrocyklicznych.
Niektóre związki makrocykliczne znalazły jednak zastosowanie praktyczne i otrzymuje się je na drodze polimeryzacji, przeprowadzanej celowo w warunkach, w których powstaje ich szczególnie dużo.
Związki makrocykliczne posiadają możliwość tworzenia układów nadcząsteczkowych przez wzajemne „zaplatanie się”. Przykładem takich struktur są katenany i rotaksany.
Do najbardziej przydatnych związków makrocyklicznych zaliczają się etery koronowe, które posiadają unikatową cechę „ukrywania” jonów metali w roztworach (tzw. kryptandy).